# Dicranomyia (Dicranomyia) tenuiclava
Dicranomyia (Dicranomyia) tenuiclava is een tweevleugelige uit de familie steltmuggen (Limoniidae). De soort komt voor in het Oriëntaals gebied.